# Казалино
Казалѝно (на италиански: Casalino, на местен диалект: Casalìn, Казалин) е село и община в Северна Италия, провинция Новара, регион Пиемонт. Разположено е на 131 m надморска височина. Населението на общината е 1589 души (към 2010 г.).